# Нобоа, Даниэль
Даниэль Рой Хилькрист Нобо́а Аси́н (исп. Daniel Roy Gilchrist Noboa Azín; род. 30 ноября 1987, Майами, Флорида, США) — эквадорский политический и государственный деятель и бизнесмен в банановой отрасли. Президент Эквадора с 23 ноября 2023 года. Вступив в должность в возрасте 35 лет, Нобоа стал вторым в списке самых молодых президентов в истории Эквадора (первый — Хосе Флорес-и-Арамбуру) и самым молодым, избранным всенародным голосованием.
Нобоа был членом Национального собрания Эквадора с 2021 по 2023 год, до того как оно было распущено в соответствии с механизмом muerte cruzada, запущенным президентом Гильермо Лассо. До своей политической карьеры Нобоа занимал несколько должностей в семейном бизнесе. Его отец, Альваро Нобоа, пять раз безуспешно выдвигался на должность президента Эквадора. Даниэля Нобоа часто называют наследником компании и состояния отца.
В мае 2023 года Нобоа выдвинул свою кандидатуру на должность президента на внеочередных выборах 2023 года, баллотируясь по списку «Национального демократического действия». Во втором туре выборов боролся с Луисой Гонсалес. Показатели поддержки Нобоа в дни, предшествовавшие выборам, были низкими. Набрав почти 52 % голосов избирателей во втором туре Нобоа победил на выборах 15 октября 2023 года.
Нобоа в настоящее время является самым молодым демократически избранным действующим государственным лидером в мире и третьим по возрасту главой правительства после Ибрагима Траоре из Буркина-Фасо и Криструн Фростадоуттир из Исландии.
В апреле 2025 года он был перизбран на новый срок.

## Ранняя жизнь и образование
Родился 30 ноября 1987 года в Майами, однако вырос в Гуаякиле. Его отец — бизнесмен Альваро Нобоа, мать — врач Анабелья Асин.
В 2010 году получил степень бакалавра в области делового администрирования, после учёбы в Школе бизнеса Стерна Нью-Йоркского университета.
В 2019 году получил степень магистра делового администрирования в Школе менеджмента Келлога Северо-Западного университета в Эванстоне, штат Иллинойс. В 2020 году получил степень магистра государственного управления в Гарвардском университете. В 2022 году — степень магистра в области политических коммуникаций и стратегического управления в Университете Джорджа Вашингтона, присоединившись к другим известным деятелям Латинской Америки, таким как Джованни Висенте, под руководством профессора Роберто Изуриеты, нынешнего пресс-секретаря Нобоа.

## Бизнес
В 18 лет Нобоа основал собственную компанию «DNA Entertainment Group» по организации мероприятий.
Бизнес его отца Альваро Нобоа «Нобоа Корпорейшн» занимается экспортом бананов. Даниэля считают наследником компании. Он был директором по судоходству в корпорации «Нобоа», являвшись самым молодым на этой должности в истории компании. Он также занимал должность директора по коммерции и логистике с 2010 по 2018 годы.

## Политика

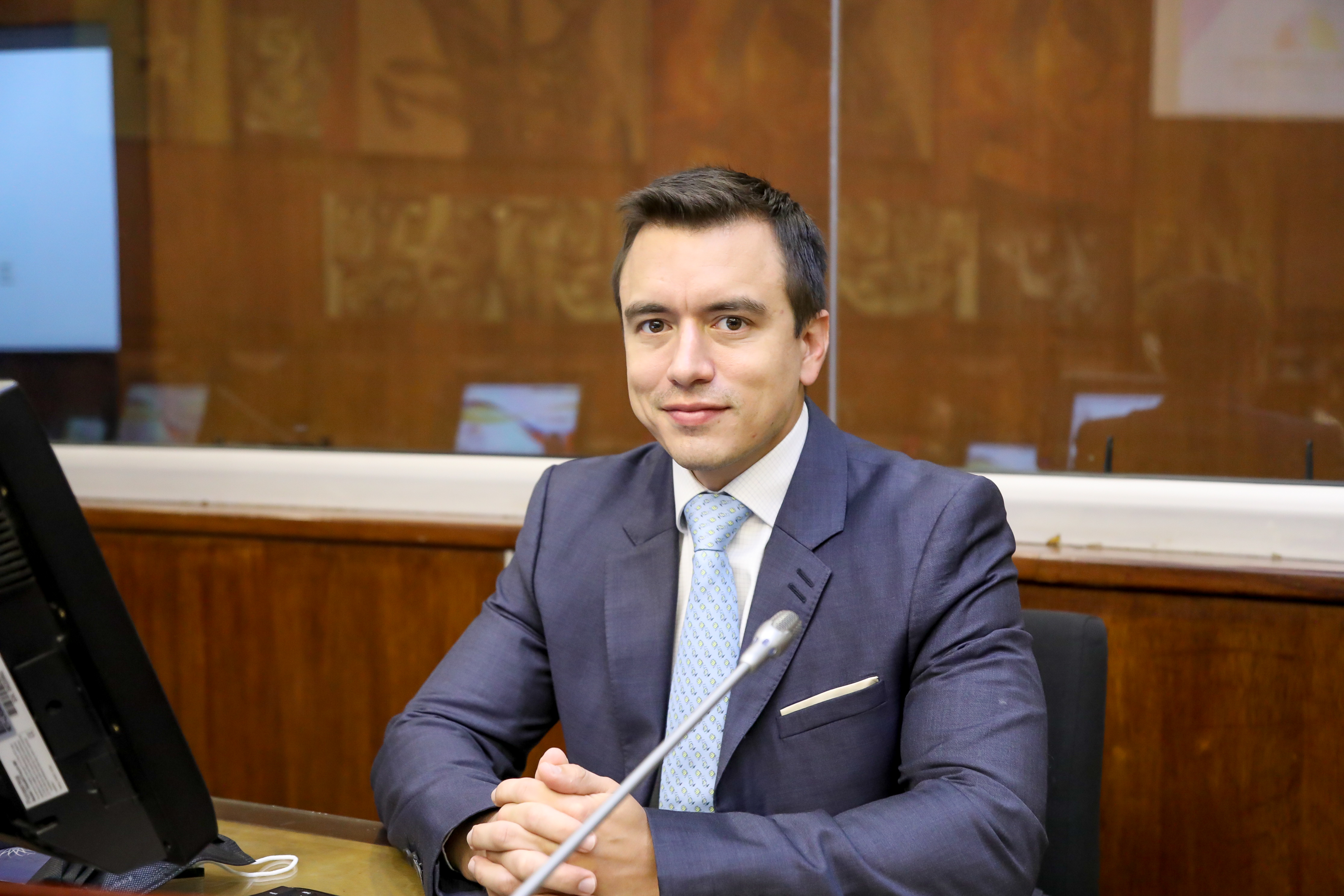
Нобоа в апреле 2022 года

### Член Собрания
Нобоа был избран в Национальное собрание на парламентских выборах 2021 года, представляя Санта-Элену от политического движения «Объединённый Эквадор». Его инаугурация состоялась 14 мая того же года. В мае того же года он возглавил комиссию по экономическому развитию, где способствовал принятию законов о налогообложении и инвестициях.
Нобоа отсутствовал во время процесса по импичменту президента Лассо, однако доверенное лицо проголосовало «за». В марте 2023 года, после отклонения закона об инвестициях правительством Гильермо Лассо, высказался в поддержку muerte cruzada. 17 мая 2023 года Лассо применил muerte cruzada, тем самым распустив Национальное собрание и прекратив срок депутатских полномочий Нобоа.

### Президентская кампания 2023 года

Результаты Нобоа в первом туре выборов 2023 года

В мае 2023 года, после роспуска парламента в обстановке политического кризиса, он выставил свою кандидатуру на президентских выборах от политического движения «Национальное демократическое действие», состоящего из партий «Народ, равенство и демократия» и «Революционное демократическое зелёное этическое движение». Его кандидатом на должность вице-президента была Вероника Абад Рохас. Вероника Абад придерживается «откровенно крайних либертарианских и консервативно-реакционных позиций».
Его предвыборная кампания считается традиционной и опирается на фонд социального обеспечения Grupo Noboa, основанный его родителями, а также на его связи в качестве председателя Комиссии по экономическому развитию.
2 июня 2023 года Нобоа был первым кандидатом, зарегистрировавшим свою кандидатуру в Национальном избирательном совете. 9 июня она была утверждена.
Нобоа сосредоточил свою предвыборную кампанию на традиционных поездках по стране, продвижении своего имиджа в социальных сетях, опираясь на фонд социальной помощи, основанный его родителями, а также на его тесных связях в качестве председателя Комиссии по экономическому развитию.
Программа Нобоа была направлена на создание рабочих мест, снижение налогов для начинающих предпринимателей и ужесточение наказаний за крупные уклонения от уплаты налогов. Он также пообещал улучшить систему правосудия в стране в условиях растущего насилия. Он отходил от популистской риторики своего отца, предпочитая вместо этого сосредоточиться на предложениях по привлечению иностранных инвестиций и развитию делового сектора Эквадора, которые хорошо воспринимаются инвесторами. Однако его экономическая программа остаётся далёкой от основ ультралиберализма, поскольку он выступает за крупные общественные работы для создания рабочих мест в стране, где неформальная занятость затрагивает более 50 % рабочей силы. Нобоа пообещал улучшить систему правосудия в стране на фоне растущего насилия. Он также упомянул милитаризацию портов и границ страны, чтобы обуздать незаконный оборот наркотиков.
Классифицируемый как правоцентрист или правый, он сам отказывается от этого ярлыка и называет себя «левоцентристом». Его напарница на должность вице-президента Вероника Абад называет себя «ультралиберальной» и выступает за приватизацию образования и отмену социальной помощи одиноким женщинам, а также за запрет абортов.
В двух июльских опросах он набрал 6,4 % и 3,1 %. В начале августа Нобоа набирал 2,5 % и 3,7 %. В опросе, проведённом за неделю до выборов, Нобоа набрал 3,3 % голосов.
20 августа Нобоа набрал 23,47 % голосов и вышел во второй тур выборов, назначенный на 15 октября, где ему противостояла Луиса Гонсалес. Его второе место было воспринято как неожиданное, и некоторые связывали рост популярности Нобоа с его выступлением на дебатах. Нобоа приписал свою победу молодым избирателям.
Нобоа был избран президентом 15 октября 2023 года, набрав 52 % голосов. После своей победы Нобоа поблагодарил избирателей «за веру в новый политический проект, молодой политический проект, невероятный политический проект». Он поклялся «вернуть мир в страну, снова дать образование молодёжи, иметь возможность обеспечить работой многих людей, которые её ищут». До вступления в должность Нобоа побывал в Соединённых Штатах и Европе в поисках инвесторов и бизнес-кредиторов для оказания помощи в преодолении долгового кризиса в стране. Во время своего визита в Вашингтон, округ Колумбия, он встретился с официальными лицами Всемирного банка, Международного валютного фонда и Организации американских государств. 17 октября Нобоа посетил Президентский дворец, чтобы встретиться с уходящим президентом Гильермо Лассо.
В возрасте 35 лет он стал самым молодым президентом Эквадора, избранным всенародным голосованием, и вторым в списке самых молодых президентов Эквадора после Хуана Хосе Флореса (первого президента Эквадора), назначенного на эту должность в 29 лет вслед за распадом Великой Колумбии. До него самым молодым избранным президентом был Хайме Рольдос Агилера, занявший эту должность в возрасте 38 лет в 1979 году.

## Президентство (с 2023)

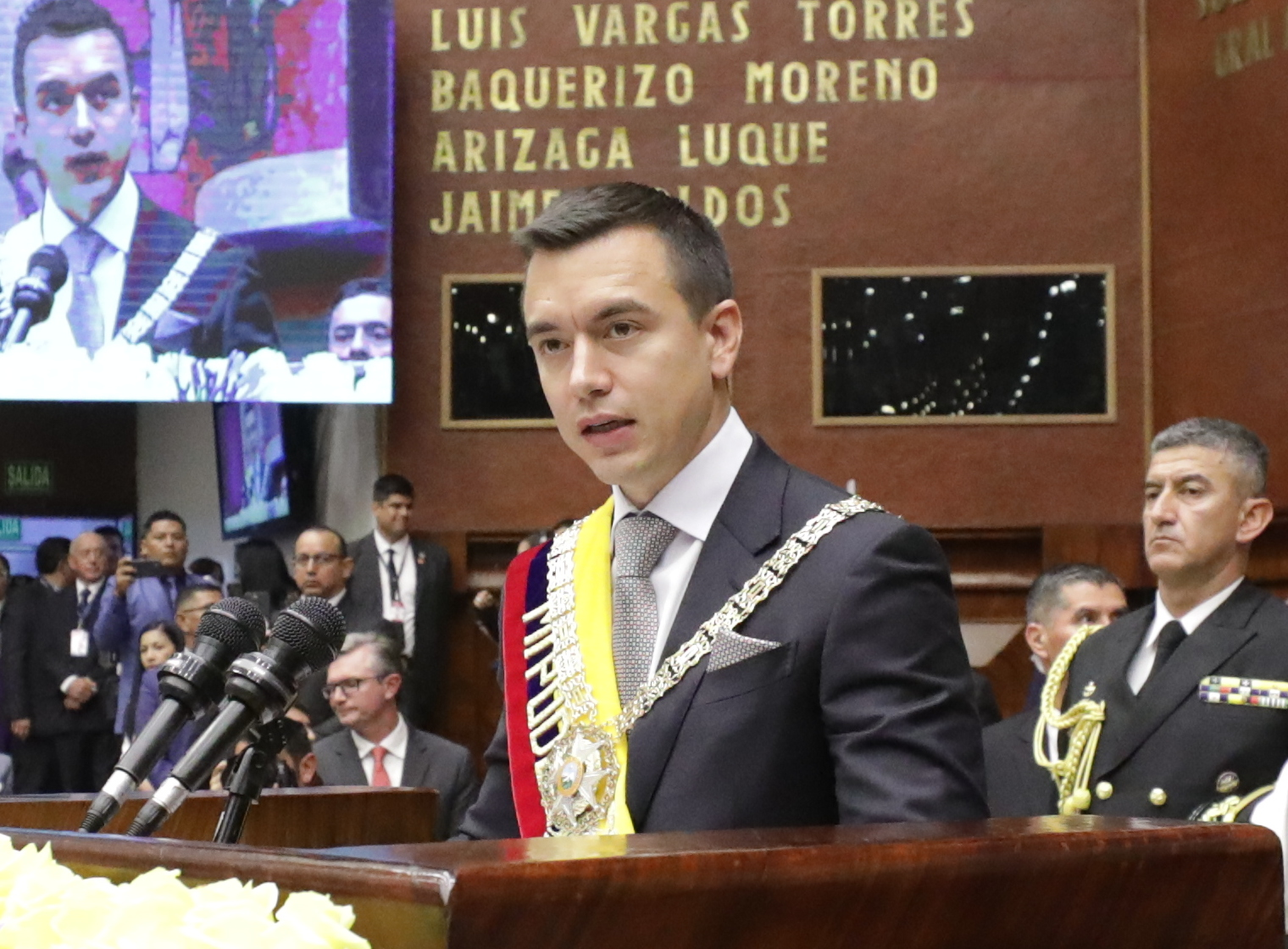
Нобоа произносит свою инаугурационную речь 23 ноября 2023 года

Нобоа вступил в должность президента 23 ноября 2023 года, за семь дней до своего 36-летия. Его срок полномочий должен был продлиться до конца срока полномочий его предшественника, то есть 18 месяцев. Президент Колумбии Густаво Петро был единственным главой иностранного государства, присутствовавшим на его инаугурации. Его инаугурационная речь длилась 7 минут, в которой он раскритиковал «старые парадигмы» в Национальном собрании. Поскольку Нобоа был избран на внеочередных выборах, после своей инаугурации у него было всего 18 месяцев, чтобы управлять страной и завершить оставшийся срок полномочий Лассо, прежде чем он, естественным образом истечёт до следующих запланированных выборов в 2025 году.
Спустя несколько часов после вступления в должность Нобоа пообещал провести реформы, направленные на снижение уровня насилия и создание возможностей трудоустройства в стране, хотя он и не назначил министра финансов. Первоначально он объявил, что назначит экономиста Сариху Мойю министром финансов, но в конечном итоге поручил ей вместо этого возглавить национальный секретариат планирования. Он также приказал Министерству внутренних дел отменить Таблицу потребления наркотиков, которая, по его мнению, поощряет «микротрафик». Одновременно он поручил министерствам внутренних дел и здравоохранения разработать программы по сокращению потребления наркотиков и обеспечению лечения лиц, злоупотребляющих наркотиками. Многие члены президентского кабинета были приведены к присяге 23 ноября 2023 года, включая Ивонну Нуньес, которая стала министром труда.
На следующий день после вступления в должность, Нобоа возложил указом на Веронику Абад Рохас единственную роль — «сотрудничать во имя мира и предотвращать эскалацию конфликта между Израилем и Палестиной». Это первый случай с момента возвращения демократии (1979), когда президент отправляет своего вице-президента на работу за пределы страны и, более того, в качестве «посредницы мира» в военном конфликте, который находится так далеко от Эквадора. Физически Вероника будет находиться в посольстве Эквадора в Израиле, в Тель-Авиве. Сам указ обосновывается тем фактом, что Эквадор является непостоянным членом Совета Безопасности ООН, «органа, несущего главную ответственность за поддержание международного мира и безопасности», и что «Эквадор желает внести свой вклад, как он исторически делал это в процессах, направленных на установление мира». Вероника обвинила Нобоа в том, что он послал её «умирать на войне». Эквадорские СМИ анализируют, что это решение фактически подразумевает собой принудительное изгнание и конец короткой политической идиллии между молодым либералом и женщиной-консерватором, близкой к крайне правым.

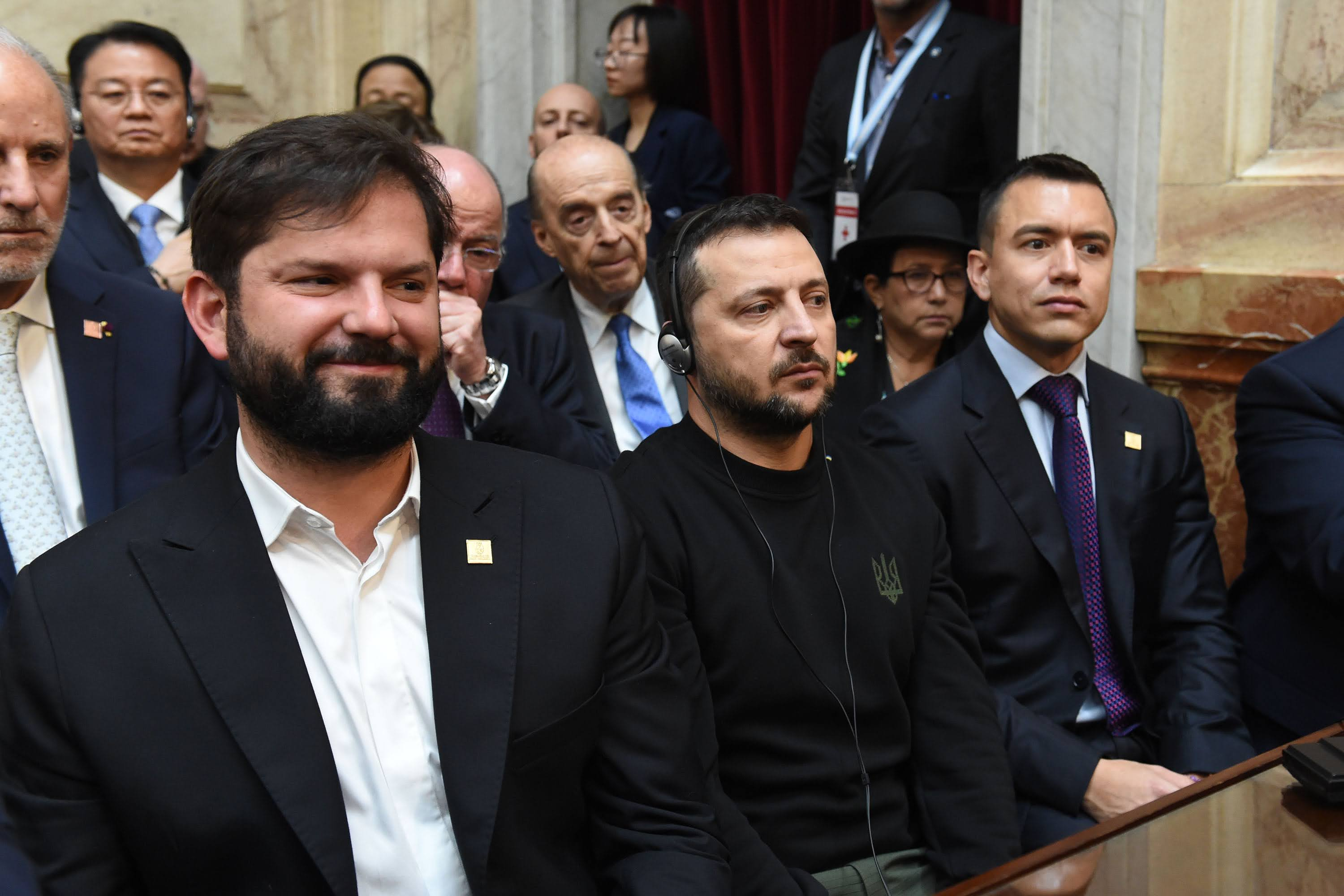
Нобоа с Габриэлем Боричем и Владимиром Зеленским на инаугурации Хавьера Милея в декабре 2023 года

Нобоа выступил в Совете Безопасности ООН 9 декабря 2023 года, подчеркнув борьбу с деятельностью преступных группировок и общую безопасность в качестве первоочередных задач. 10 декабря 2023 года Нобоа присутствовал на инаугурации президента Аргентины Хавьера Милея. В кулуарах инаугурации Милея Нобоа встретился с президентом Украины Владимиром Зеленским, который похвалил его за позицию в отношении российского вторжения. Стороны обсудили расширение двусторонних отношений, в первую очередь касающихся безопасности и торговли. Зеленский также пригласил Нобоа посетить Украину.

### Чрезвычайное положение (2024)
7 января 2024 года лидер преступной группировки «Los Choneros» Хосе Адольфо Масиас Вильямар по кличке «Фито» сбежал из тюрьмы в городе Гуаякиль в день его запланированного перевода в тюрьму строгого режима. На следующий день власти сообщили о произошедшем, и двум тюремным охранникам были предъявлены обвинения. После побега Нобоа объявил чрезвычайное положение сроком на 60 дней, дав властям право приостанавливать соблюдение права человека и позволило мобилизовать военных в тюрьмах. Во многих тюрьмах Эквадора вспыхнули беспорядки. Два дня спустя по всей стране произошли массовые вооружённые нападения, в том числе вооружённые группы штурмовали телевизионную станцию в прямом эфире. Левая оппозиция поддерживает правительство: «Сейчас настало время для национального единства. Организованная преступность объявила войну государству, и государство должно победить. Некоторые аналитики критикуют президента Нобоа за то, что он принимает меры по борьбе с преступностью, основанные исключительно на безопасности», без каких-либо заявлений о возможных реформах полиции и судебной системы, которые считаются крайне коррумпированными, или о социальной политике, направленной на борьбу с коренными причинами насилия.

### Второй президентский срок
В апреле 2025 года Даниэль Нобоа одержал победу во втором туре очередных президентских выборов. При этом оппозиционный кандидат Луиса Гонсалес обвинила его в злоупотреблении властью и «вопиющей» фальсификации выборов.

## Политические взгляды
Нобоа заявил, что не отождествляет себя ни с правыми, ни с левыми в политическом спектре, в целом охарактеризовав свою политическую ориентацию как левоцентристскую. Некоторые новостные агентства описывают его как человека, придерживающегося консервативных взглядов на финансовые вопросы и либеральных взглядов на социальные проблемы. Его также описывали как центриста. По словам Константина Гролла, главы представительства Фонда Фридриха Эберта в Эквадоре, Нобоа «выступает за политику, ориентированную на бизнес, и консервативные ценности, и его можно отнести к правому лагерю».
Нобоа поддерживает права ЛГБТ и осудил дискриминацию. Он осудил российское вторжение на Украину и осудил нападения ХАМАСА на Израиль 7 октября 2023 года. Что касается энергетики, Нобоа назвал более чистую энергию решением проблем, связанных с производством и распределением электроэнергии.

## Личная жизнь

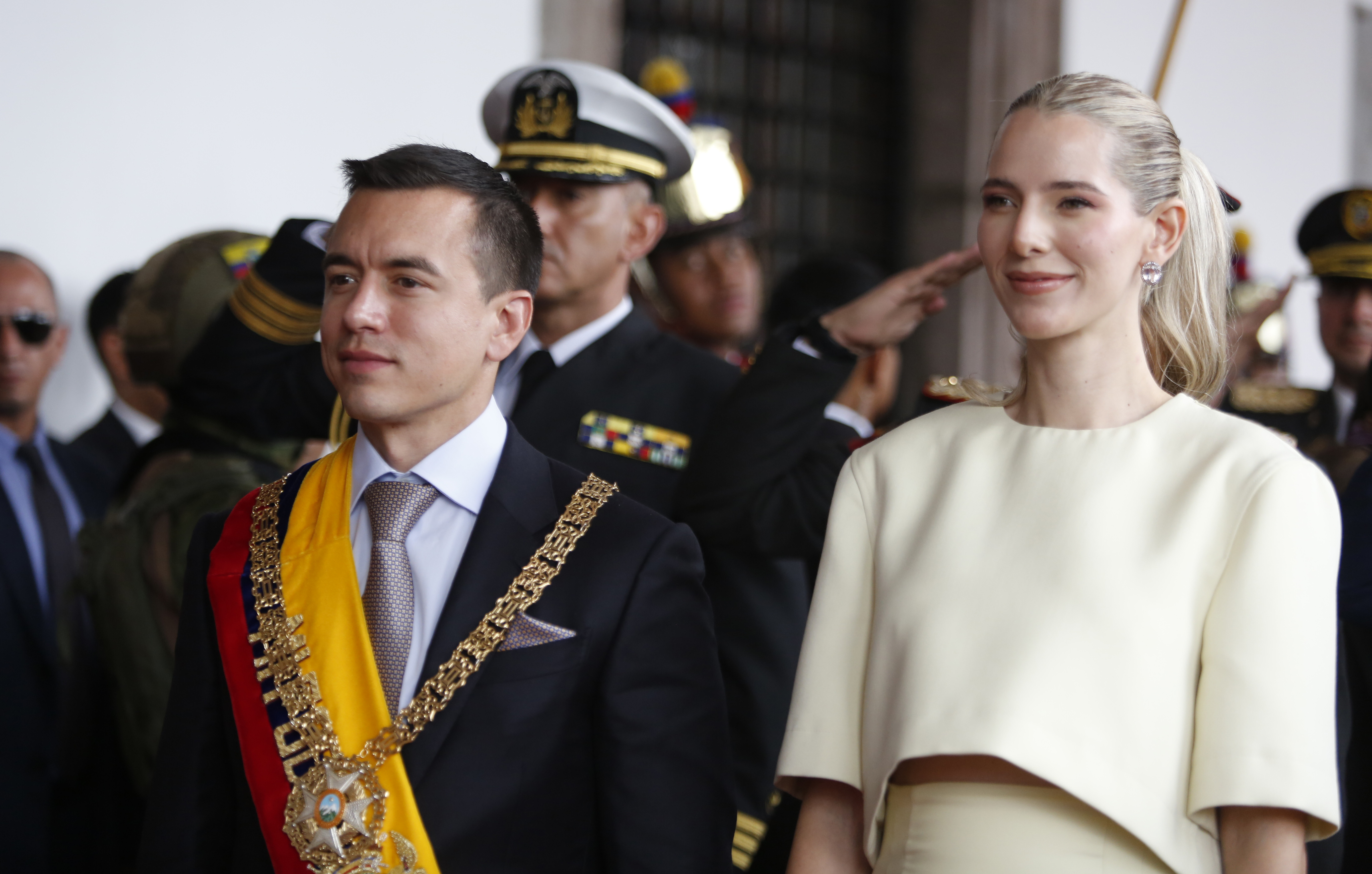
Нобоа со своей женой Лавинией Вальбонези на его инаугурации в ноябре 2023 года

13 января 2018 года женился на Габриэле Гольдбаум, с которой у него родилась дочь Луиса. Впоследствии он развёлся с ней в ходе длительного судебного разбирательства. В 2019 году бывшая жена Нобоа обвинила его в жестоком обращении и несоблюдении договорённостей о свиданиях с их дочерью.
В 2019 году Нобоа познакомился с влиятельной личностью в социальных сетях Лавинией Вальбонези, на которой женился 28 августа 2021 года. У них есть сыновья Альваро и Фурио.
Наряду со своим родным испанским Нобоа говорит на английском как на втором родном языке, поскольку родился в Соединённых Штатах.

## Споры
В июне 2021 года жалоба, поданная Нобоа, была принята к рассмотрению испанским судом для расследования деятельности страховщика Mapfre в связи с предполагаемым преступлением, связанным с нарушением права на неприкосновенность частной жизни и разглашением тайн, в отношении данных, использованных Гольдбаум во время бракоразводного процесса.
Бразильская ежедневная газета Folha de S. Paulo сообщила в октябре 2023 года, что Нобоа, является владельцем двух офшорных компаний, расположенных в Панаме, согласно панамским документам. Он также связан с несколькими другими компаниями, принадлежащими его отцу в офшорах. Эквадорское законодательство запрещает занимающим избираемые должности и государственным служащим владеть активами в офшорных зонах. Газета связалась с Даниэлем Нобоа, однако он отказался это комментировать.